# معلوماتية الفلك

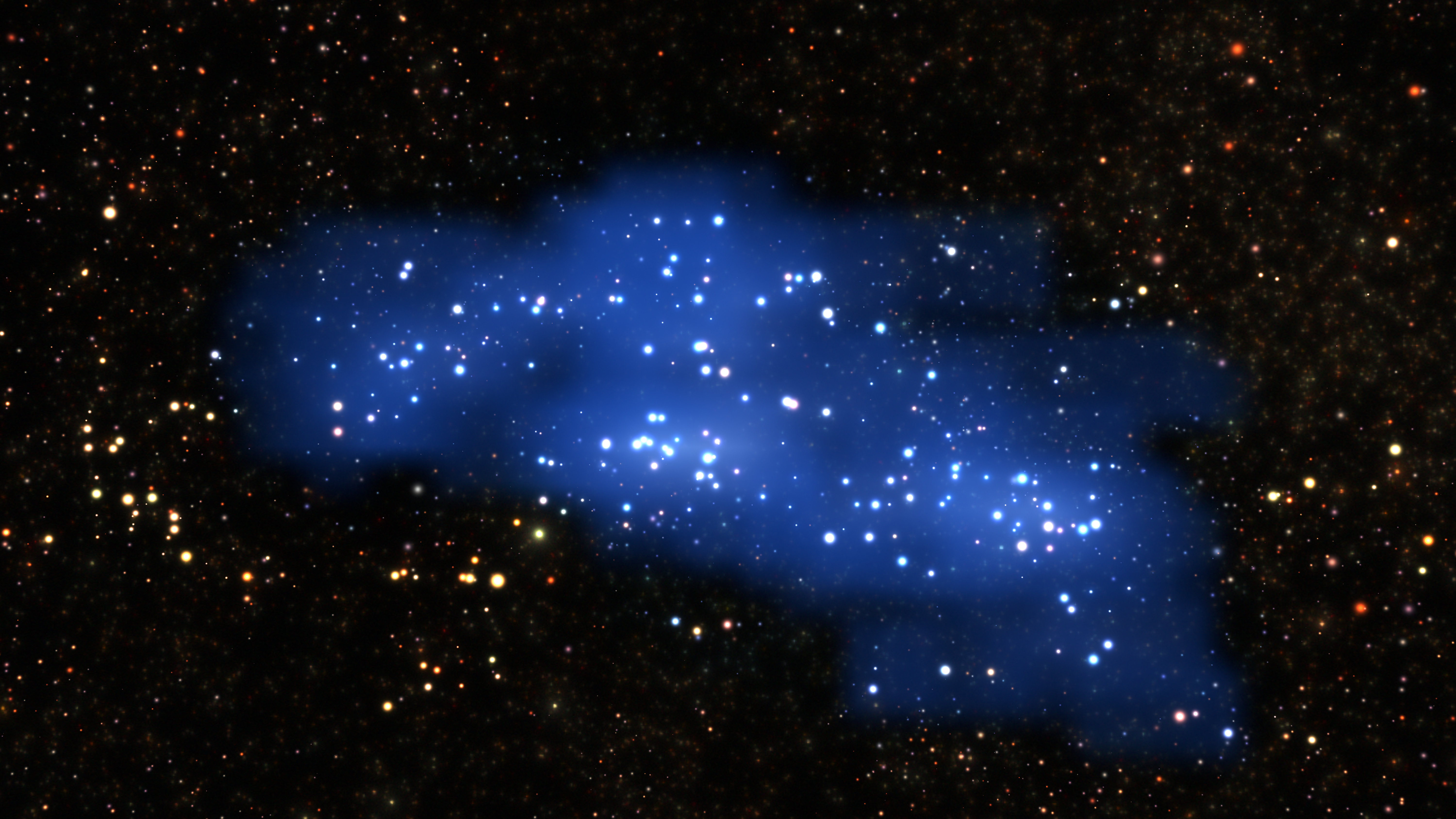

معلوماتية الفلك، مجال متعدد التخصصات الدراسية، يتضمن مزيجاً من علم الفلك وعلم البيانات والتعلم الآلي والمعلوماتية وتكنولوجيا المعلومات والاتصالات.

## خلفية
يركز علم تكنولوجيا معلومات الفلك بالمقام الأول على تطوير أدوات وطرق تطبيقات العلوم الحاسوبية وعلوم البيانات والتعلم الآلي والإحصاءات للبحث والتعليم في علم الفلك الموجه بالبيانات. شملت الجهود المبكرة في هذا الاتجاه اكتشاف البيانات وتطوير معايير البيانات الوصفية ونمذجة البيانات وتطوير قاموس البيانات الفلكية والوصول إلى البيانات واسترجاع المعلومات وتركيب المعطيات والتنقيب في البيانات في مبادرات المرصد الظاهري الفلكي. تمّ تقديم المزيد من التطوير في هذا المجال -إلى جانب تأييد مجتمع علم الفلك- إلى المجلس القومي للبحوث (الولايات المتحدة) في عام 2009 في ورقة تكنولوجيا معلومات الفلك «حالة المهنة» لعلم الفلك والفيزياء الفلكية لعام  2010. وفرت هذه الورقة الأساس للمعرض اللاحق الأكثر تفصيلاً لهذا المجال في ورقة معلومات مجلة تكنولوجيا معلومات الفلك: بيانات وتعليمات علم الفلك الموجه بالبيانات.
استلهمت تكنولوجيا معلومات الفلك باعتبارها مجالاً متميزاً للبحث، من العمل في مجالات المعلوماتية الحيوية والجيومعلوماتية، ومن خلال عمل العلوم الالكترونية لجيم غراي (عالم الحاسوب) في أبحاث مايكروسوفت الذي تم تذّكر إرثه من خلال جوائز جيم غراي للعلوم الالكترونية.
على الرغم من أن التركيز الرئيسي لمعلوماتية الفلك ينصب على المجموعة الكبيرة الموزعة حول العالم لقواعد البيانات الفلكية الرقمية وأرشيفات الصور وأدوات البحث، يدرك الحقل أهميّة مجموعات البيانات القديمة باستخدام التقنيات الحديثة للحفاظ على الملاحظات الفلكية التاريخية وتحليلها. يساعد بعض متمرسي معلوماتية الفلك في رقمنة الملاحظات والصور الفلكية التاريخية والحديثة في قاعدة بيانات كبيرة لاسترجاعها بكفاءة من خلال واجهات تعتمد على الشبكات. الهدف الآخر هو المساعدة في تطوير أساليب وبرامج جديدة للفلكيين، وكذلك المساعدة في تسهيل عملية تحليل كمية البيانات المتنامية بسرعة في مجال علم الفلك.
توصف معلوماتية الفلك بأنها «النموذج الرابع» للبحث الفلكي. هناك العديد من مجالات البحث التي تشارك في المعلومات الفلكية مثل استخراج البيانات والتعلم الآلي والإحصاءات والتصور وإدارة البيانات العلمية والعلوم الدلالية. يلعب كل من تعدين البيانات والتعلم الآلي دوراً مهماً في معلوماتية الفلك كالتخصص في البحث العلمي نظراً لتركيزهما على «اكتشاف المعرفة من البيانات» و«التعلم من البيانات».
نمت كمية البيانات التي تم جمعها من استطلاعات السماء الفلكية من غيغابايت إلى تيرابايت طوال العقد الماضي، ومن المتوقع أن تنمو في العقد المقبل إلى مئات التيرابايتات باستخدام مقراب المسح الشامل الكبير باستخدام مصفوف الكيلومتر المربع. إن هذا الكم الهائل من البيانات الجديدة يمكّن من إجراء البحوث الفلكية الفعالة وتوجيهها للنهج الجديدة المطلوبة. يرجع ذلك جزئياً إلى أن العلوم التي تعتمد على البيانات أصبحت تخصصاً أكاديمياً معترفاً به. وبالتالي، يقوم علم الفلك (وغيره من التخصصات العلمية) بتطوير تخصصات فرعية كثيفة الاستخدام للمعلومات وكثيفة البيانات إلى حد أن هذه التخصصات الفرعية أصبحت الآن تخصصات بحثية مستقلة وبرامج أكاديمية كاملة. وعلى الرغم من أن العديد من معاهد التعليم لا تفتخر ببرامج معلوماتية الفلك، إلا أنه من المرجح أن يتم تطوير مثل هذه البرامج في المستقبل القريب.
تم تعريف المعلوماتية مؤخراً على أنها «استخدام البيانات الرقمية والمعلومات والخدمات ذات الصلة للبحث وتوليد المعرفة». ومع ذلك فإن التعريف المعتاد أو الشائع الاستخدام هو أن المعلوماتية «هي مجال تنظيم البيانات والوصول إليها ودمجها واستخراجها من مصادر متعددة للاكتشاف ودعم اتخاذ القرار». لذلك، يتضمّن تخصص المعلومات الفلكية العديد من التخصصات ذات الصلة بالطبيعة بما في ذلك نمذجة البيانات وتنظيم البيانات، وما إلى ذلك. وقد يشمل أيضاً طرق التحويل وتطبيع تكامل البيانات وتصور المعلومات وكذلك استخراج المعرفة وتقنيات الفهرسة واسترجاع المعلومات واستخراج البيانات. بالإضافة إلى الاستراتيجيات، تساهم أيضاً مشاريع علم الجميع مثل (Galaxy Zoo) «حديقة المجرات» في اكتشاف القيمة العالية وميزة التعريف الوصفية وتوصيف الكائنات الحية في مجموعة بيانات علم الفلك الكبيرة. كل هذه التخصات تمكن الاكتشاف العلمي عبر مجموعات البيانات الضخمة والمتنوعة والبحوث التعاونية وإعادة استخدام البيانات في كل من بيئات البحث والتعلم.
في عام 2012، تم تقديم ورقتين بحثيتين إلى مجلس الجمعية الفلكية الأمريكية التي أدت إلى إنشاء مجموعات عمل رسمية في معلوماتية علم الفلك ومعلوماتيّي علم الفلك لمهنة علم الفلك في الولايات المتحدة وغيرها من البلدان.
توفر معلوماتية علم الفلك سياقاً طبيعياً لدمج التعليم والبحث. يمكن الآن تنفيذ تجربة البحث داخل الفصل الدراسي لإنشاء وتنمية معرفة القراءة والكتابة للبيانات من خلال سهولة إعادة استعمال البيانات. كما أن لديها العديد من الاستعمالات الأخرى، مثل إعادة تخزين البيانات الأرشيفية للمشروعات الجديدة وصلاتها ببيانات الأدب والاسترجاع الذكي للمعلومات وغيرها الكثير.